# Carex scabrirostris
Carex scabrirostris är en halvgräsart som beskrevs av Georg Kükenthal. Carex scabrirostris ingår i släktet starrar, och familjen halvgräs. Inga underarter finns listade i Catalogue of Life.